# كومبوت (شراب)
كُمبُت أو (نقحرة: كومبوت) هو مشروب حلو غير كحولي يُقدم ساخناً أو بارداً اعتماداً على التقاليد والموسم. يُعد عن طريق طبخ الفاكهة مثل الفراولة أو المشمش أو الدراق أو التفاح أو الراوند أو الكشمش الشائك أو الكرز الحامض في كمية كبيرة من الماء، وغالباً مع السكر أو الزبيب كمحليات إضافية. في بعض الأحيان تُضاف التوابل المختلفة مثل الفانيليا أو القرفة لنكهة إضافية، وخاصةً في فصل الشتاء عندما يُقدم الكُمبُت ساخناً. يحظى الكُمبُت بشعبية في بلدان أوروبا الوسطى والشرقية وكذلك في البلدان الإسكندنافية.

## كُمبُت
الكُمبُت هو جزء من ثقافات الطهي في العديد من البلدان في وسط وشرق وجنوب شرق وشمال أوروبا مثل ألبانيا وأرمينيا وأذربيجان وروسيا البيضاء وجمهورية التشيك وأوكرانيا وروسيا وبولندا وبلغاريا والبوسنة والهرسك وليتوانيا ولاتفيا وفنلندا وإستونيا والمجر وسلوفينيا وكرواتيا وجمهورية مقدونيا وصربيا والجبل الأسود وكوسوفو وسلوفاكيا ومولدوفا وتركيا وألمانيا الشرقية والنمسا ورومانيا وكذلك في إيران وكازاخستان وطاجيكستان. كان الكُمبُت ("компот" في المقدونية والبلغارية والروسية والصربية والبوسنية والأوكرانية) طريقة شائعة الاستخدام للحفاظ على الفاكهة لموسم الشتاء في بلدان أوروبا الوسطى والشرقية. في عام 1885، كتبت المؤلفة البولندية "Lucyna Ćwierczakiewiczowa" في كتاب وصفات إن الكُمبُت يحافظ على الفواكه بصورة جيدة كما لو كانت طازجة. كان الكُمبُت لا يزال يحظى بشعبية في السبعينيات. وهو شائع في العديد من بلدان آسيا الوسطى مثل أوزبكستان وقيرغيزستان، وكذلك في جمهورية التشيك وبولندا والمجر وسلوفاكيا ورومانيا ودول أخرى في أوروبا الوسطى والشرقية مثل بلغاريا وروسيا البيضاء وأوكرانيا وروسيا. يمكن العثور على عشرات الوصفات في كتاب الوصفات البولندي «كوخنيا بولسكا» (Kuchnia Polska).
انخفض استهلاك الكُمبُت منذ الثمانينات. مع نهاية التقنين في العديد من بلدان أوروبا الوسطى والشرقية، تم استبدال الكُمبُت بعصير الفاكهة والمشروبات الغازية والمياه المعدنية.

## أوزفار
أوزفار أو فيزفار هو مشروب مشابه محضر من الفواكه المجففة المختلفة وأحيانا من التوت، محلى بالعسل أو السكر.